# Franz Xaver von Dalwigk
Franz Xaver Maria Freiherr von Dalwigk zu Lichtenfels (* 4. Dezember 1773 in Jülich; † 18. Juni 1833 in Mannheim) war ein bayerischer Generalmajor und Inhaber des Kommandeurkreuzes des Militär-Max-Joseph-Ordens.

## Leben
Dalwigk war der Sohn des Majors im Regiment „Baden“, Baron von Dallwigk, und dessen Frau Amalia, geborene von Krey.
Er trat am 17. April 1792 als Kapitän bei der herzoglich zweibrückschen Leibgarde ein und kämpfte im Jahre 1799 im kombinierten Pfälzer-Bataillon gegen Frankreich. Am 11. Februar 1800 wurde er zum Major befördert. Mit der Aufstellung der englischen Subsidientruppe bei Heidelberg am 9. April 1800 nahm er mit dem Bataillon „De la Motte“ an der Schlacht bei Möskirch am 5. Mai 1800 teil, in der er sich besonders auszeichnete, aber eine so schwere Verwundung erhielt, dass er im Felde gestorben wäre, wenn ihn nicht ein Feldwebel und ein Soldat unter Lebensgefahr vom Schlachtfeld geborgen hätten. Oberst Wrede würdigte Dallwigks Verdienste in seinem offiziellen Bericht vom 6. Mai 1800 und beantragte für ihn das Militär-Ehrenzeichen, mit dem er mit kurfürstlichem Reskript vom 26. Mai 1800 ausgezeichnet wurde. Wieder genesen, kämpfte Dallwigk als Angehöriger des 11. Füsilier-Regiments in der Schlacht bei Hohenlinden mit großer Tapferkeit, musste jedoch nachmittags vor der feindlichen Übermacht weichen und schlug sich von Mühldorf nach Linz durch. Nach dem Friedensschluss verblieb er beim 11. Infanterie-Regiment „Junker“.
Am 22. Oktober 1805 beim 2. Linien-Infanterie-Regiment „Kurprinz“ zum Oberstleutnant befördert, nahm er an den Feldzügen gegen Österreich teil. Als Träger des Militär-Ehrenzeichens wurde er mit der Stiftung des Militär-Max-Joseph-Ordens am 1. März 1806 als dessen Ritter aufgenommen. Während des Krieges gegen Preußen und Russland wurde er am 23. April 1807 zum Kommandanten des 5. leichten Infanterie-Bataillons ernannt. Am 25. Januar 1808 wurde er zum Oberst befördert und zum Oberstkommandanten des 13. Linien-Infanterie-Regiments ernannt. Als solcher führte er sein Regiment im Feldzug gegen Österreich und Tirol im Jahre 1809. In den Gefechten bei Siegenburg (18. April), bei Biburg (20. April) und Neumarkt (24. April 1809), in dem er eine Verwundung davontrug, zeichnete er sich wiederholt aus. Am 10. Mai 1809 erhielt sein Regiment den Auftrag, von Salzburg aus auf dem linken Flügel nach Reit zu marschieren, den dort liegenden Feind zu werfen und am darauffolgenden Tage im Zuge des Angriffs auf Lofer den Strubpass rechts zu umgehen. Letzteres fand unter schwierigen Bedingungen in zum Teil hochalpinem Gelände statt. Obwohl er selbst schon reichlich erschöpft war, ging er mit persönlichem Beispiel voran und riss die ermatteten Mannschaften immer wieder mit. Mitten in der Nacht wurden die umliegenden Sennerhütten sorgfältig durchsucht, damit die Truppe nicht in einen Hinterhalt geriet oder die Unternehmung verraten wurde. Da der befohlene Führer der Marschkolonne sich in der Finsternis verirrte, kam die Truppe am 11. Mai morgens nicht jenseits des Strubpasses, sondern südlich von Lofer am rechten Saalachufer heraus. In der Affaire bei Weidering am 12. Mai 1809 schlug sich das II. Bataillon seines Regiments mit Bravour. Im Gefecht bei Söll am 13. Mai 1809 wurde Dalwigk mit seinem Regiment als Avantgarde (Vorausverband) in Richtung Wörgl in Marsch gesetzt. An einer mit österreichischer Artillerie verteidigten und verstärkten Brücke über die Achen ließ er die Geländehindernisse räumen und nahm die Brücke in Besitz. Während des Vorrückens auf Wörgl verlor er durch Artillerietreffer sein Pferd, übernahm trotz seiner wieder aufgebrochenen Verwundung vom 24. April das Pferd seines Adjutanten und führte trotz heftiger feindlicher Gegenwehr sein Regiment in so ausgezeichneter Ordnung nach vorn, dass Marschall Lefebvre gegenüber General Wrede seine besondere Zufriedenheit zum Ausdruck brachte. Der Marschall ließ es sich nicht nehmen, sich selbst an die Spitze des 13. Infanterie-Regiments zu stellen, während Oberst Dallwigk mit zwei Kompagnien links umfassend den zurückweichenden Feind mit lebhaftem Feuer angriff und im Zuge der Verfolgung eine große Anzahl Gefangene machte. Am 15. Mai 1809 entschied er mit seinem Regiment beim Sturm auf Schwatz durch seine rasche Entschlussfassung sowie durch sein tatkräftiges und wagemutiges Handeln das Gefecht. Hierfür wurde er nicht nur im Armeebefehl vom 1. Juni 1809 ausdrücklich gelobt, sondern wurde mit dem 20. Juli 1809 zum Mitglied der französischen Ehrenlegion ernannt (bestätigt mit Armeebefehl vom 5. August 1809). Auf Grundlage der Meldung des Oberst Freiherr von Dalwigk hielt General Wrede in seinem Attestat vom 15. August 1809 fest, dass Dalwigk ein eifriger, tapferer und dennoch bescheidener Stabsoffizier sei, der den vollsten Anspruch „auf einige Belohnung für seine Tapferkeit erhalten möge“. Das am 13. August 1809 unter dem Vorsitz von Generalmajor Minucci abgehaltene Ordenskapitel sprach sich einstimmig für die Verleihung des Kommandeurkreuzes des Militär-Max-Joseph-Ordens aus. Mit Armeebefehl vom 28. November 1809 wurde er zum Kommandeur des Ordens für die Auszeichnung bei Schwatz ernannt. Am 6. Juli 1809 übernahm Dalwigk nach der Verwundung Wredes in der Schlacht bei Wagram das Kommando über die Brigade Minucci.
Im Feldzug gegen Russland im Jahre 1812 führte er sein kampferprobtes Regiment, das seit dem 29. April 1811 die Bezeichnung 11. Linien-Infanterie-Regiment „Kinkel“ führte. Am 24. Mai 1812 übernahm er das Kommando über eine Brigade, musste es jedoch wegen seiner angegriffenen Gesundheit bei Wilna wieder abgeben und nach Bayern zurückkehren. Am 15. September 1812 wurde er pensioniert. Mit Wirkung vom 20. November 1829 wurde er zum Generalmajor charakterisiert. Generalmajor Freiherr von Dalwigk starb am 18. Juni 1833 zu Mannheim.

## Ehrungen

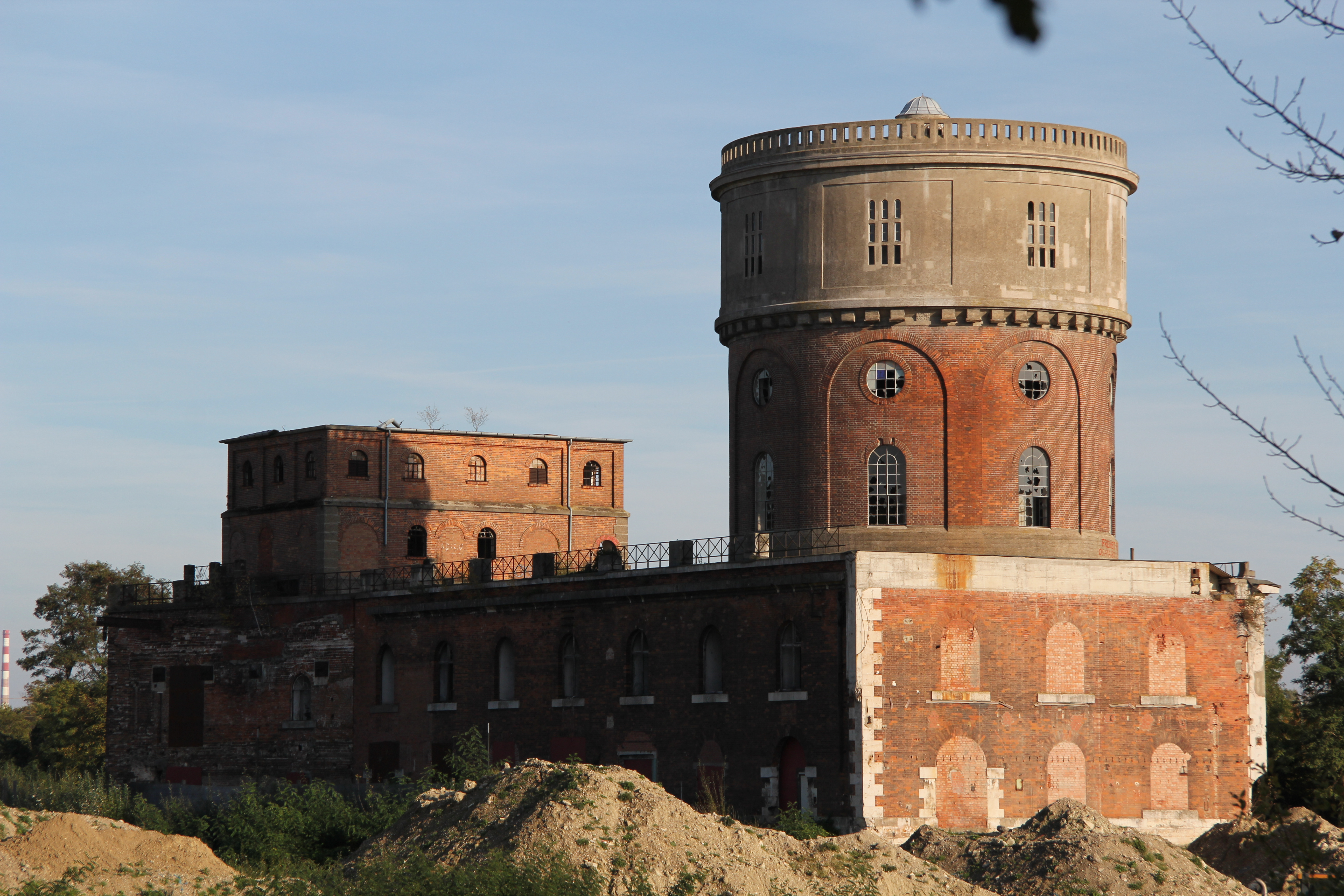
Kavalier Dalwigk der ehemaligen Bayerischen Landesfestung Ingolstadt

Der Cavalier I der Festung Ingolstadt erhielt am 16. September 1842 den Namen „Dalwigk“.